# 도치오 겐지
도치오 겐지(일본어: 橡尾 健次, 1941년 5월 26일 ~ )는 일본의 전 축구 선수이다.

## 국가대표팀 경력
그는 1961년 5월28일 말라야과의 경기에서 일본 국가대표팀에 데뷔했다. 그는 국제 A매치 통산 2경기에 출전했다.

## 통계
| 일본 | 일본 | 일본 |
| 연도 | 출전 | 득점 |
| ---- | ---- | ---- |
| 1961 | 2    | 0    |
| 통산 | 2    | 0    |